# هوشتینوویتسه
هوشتینوویتسه (به چکی: Huštěnovice) یک منطقهٔ مسکونی در جمهوری چک است که در ناحیه اوهرسکه هرادیشتی واقع شده‌است. هوشتینوویتسه ۶٫۵۹ کیلومتر مربع مساحت و ۱٬۰۰۴ نفر جمعیت دارد و ۱۸۶ متر بالاتر از سطح دریا واقع شده‌است.